# Pero mitraria
Pero mitraria là một loài bướm đêm trong họ Geometridae.